# 1936 en Saskatchewan
Chronologie de la Saskatchewan
- 1932
- 1933
- 1934
- 1935
- 1936
- 1937
- 1938
- 1939
- 1940

Cette page concerne des événements d'actualité qui se sont produits durant l'année 1936 dans la province canadienne de la Saskatchewan.

## Politique
- Premier ministre : William John Patterson
- Chef de l'Opposition :
- Lieutenant-gouverneur : Hugh Edwin Munroe puis Archibald Peter McNab
- Législature :

## Naissances
- 10 avril : Raymond Langlois (né à Wolseley) fut un professeur et homme politique fédéral du Québec.

- 16 avril : Steve Kuzma (né à Saskatoon) est un joueur de hockey sur glace canadien.

- 20 juillet : Alistair MacLeod (né à North Battleford et mort le 20 avril 2014[1]) est un écrivain canadien de langue anglaise d'origine écossaise qui a eu une carrière de professeur à l'Université de Windsor en Ontario. Son œuvre, inspirée par les paysages et l'histoire de l'île du Cap-Breton sur la côte atlantique du Canada, est limitée à deux recueils de nouvelles et un roman; elle est cependant reconnue comme marquante dans la littérature canadienne anglophone contemporaine. Un téléfilm - portrait d'Alistair MacLeod a d'ailleurs été tourné en 2006 par une chaîne de télévision de Nouvelle-Écosse telefilm.gc.ca.